# پیش‌کسوت
به هر کس که در کاری سابقه و تجربه زیادی داشته باشد گفته می‌شود. بدین سان به شکل سنتی افزایش سن افراد شاغل در کاری به دلیل تجربه بیشتر پیش‌کسوتان آن حرفه یا رسته ورزشی محسوب می‌شود.
پیش‌کسوت ورزشی در ورزش به‌خصوص ورزش زورخانه‌ای به کسی می‌گویند که سالمندتر و آزموده تر از ورزشکاران دیگر باشد. به شکل خاص پیش‌کسوت باستانی کار از همه گونه ورزشهای باستانی و ریزه کاریهای یکایک آنان آگاه است و می‌تواند بهتر و سنگین تر از دیگران ورزشهای باستانی را انجام دهد.
پیش‌کسوت شغلی به شکل کلی از قدیم تاکنون بیشتر حرفه‌ها و شغلها مانند نجاری - خیاطی - تراشکاری و مکانیکی شاگرد به شکل روز به روز کار را فراگرفته و به قولی استاد یا همان عامیانه اوستا می‌شد و هر جه تجربه بیشتر پیدا می‌کرد قابل اعتماد تر و دقیق تر می‌شد و به مسن‌های هر کار پیش‌کسوت در آن کار گفته می‌شود.